# Umsteigen

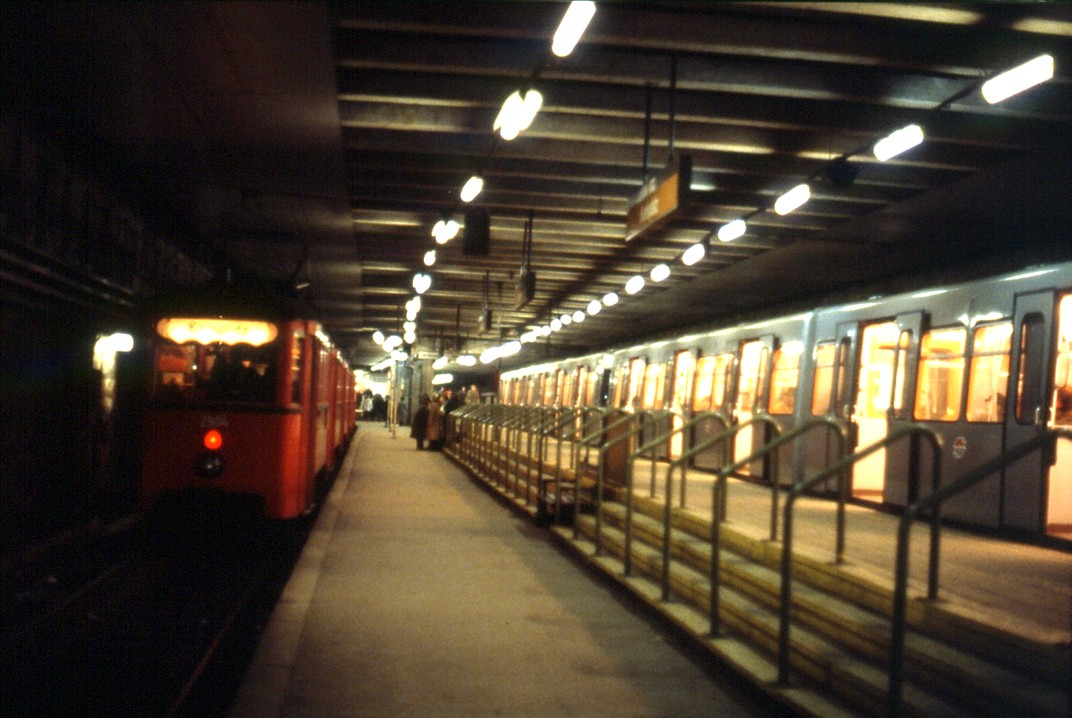
U-Bahn-Station Karlsplatz in Wien: Umsteigen von der Wiener Stadtbahn zur Wiener U-Bahn, Dezember 1979

Umsteigen ist in der Personenbeförderung der Wechsel des Transport- oder Verkehrsmittels durch den Passagier. Pendant ist beim Gütertransport der Umschlag.

## Allgemeines
Öffentliche Verkehrsmittel, insbesondere schienengebundene, verkehren im Gegensatz zum Individualverkehr, der eine Punkt-zu-Punkt-Verbindung erlaubt (Quelle-Ziel-Verbindung), in der Regel auf Linien. Liegen Abfahrts- und Zielhaltestelle des Verkehrswunsches (Ausgangs- und Zielpunkt, Zu- und Abgänge als Fußweg bleiben unbeachtet) nicht an einer durchgehenden Verbindung, muss das Fahrzeug, ggf. auch das Transportmittel gewechselt werden (Umsteigen vom Zug auf den Bus, von der U-Bahn auf eine Fähre, zwischen zwei Zügen u. ä.). Auf längeren Reisewegen ist möglicherweise ein mehrfaches Umsteigen erforderlich.
Umsteigen wird notwendig, wenn ein Transportmittel und dessen Transportweg vom Ausgangsort nicht zum Zielort des Fahrgastes führt. Dies ist typisch für den gebrochenen Verkehr, bei dem das Transportmittel gewechselt werden muss. Hierdurch entsteht eine Transportkette, die im kombinierten Verkehr auch mehrere Verkehrsträger umfassen kann (beispielsweise benutzt der Pendler zunächst die Straßenbahn, um mit dieser zum Personenbahnhof zu fahren, von wo aus ihn ein Personenzug weiter befördert).
Zudem wird auch der Wechsel der Wagen- oder Beförderungsklasse oder des Abteilwagens innerhalb eines Transportmittels als Umsteigen bezeichnet. Meist gibt es auf Umschlagplätzen (Bahnhof, Flughafen, Hafen) Möglichkeiten zum Umsteigen auf andere Transportmittel oder Verkehrsträger. Auch eine Zeitersparnis oder Verkürzung des Transportweges kann ein Umsteigen erforderlich machen.

## Eigenheiten
Beim Umsteigen müssen im Personenverkehr diese Umschlagplätze genutzt werden, das sind konkret Personenbahnhof, Flughafen, Binnenhafen oder Seehafen. Viele für einen Verkehrsträger vorgesehene Umschlagplätze (etwa der Umsteigebahnhof für Personenzüge) sind oft mit anderen Umschlagplätzen verbunden (etwa Bahnhof und Flughafen), um dem Fahrgast das Umsteigen im kombinierten Verkehr mit unterschiedlichen Transportmitteln zu erleichtern.
Als Übergangszeit wird im Reiseverkehr der Zeitraum bezeichnet, der für das Umsteigen des Fahrgasts und die Überführung des Reisegepäcks von einem zu einem anderen Personenzug, von einem zum anderen Bahnhof und von einem zum anderen Transportmittel erforderlich ist. Im Flugverkehr berücksichtigt die Minimum Connecting Time die Umsteigemöglichkeit von Flugpassagieren. Bei der Erstellung von Fahr- oder Flugplänen wird nach Möglichkeit auf angemessene Übergangszeiten geachtet. Bei Parken und Reisen ist das Umsteigen vom Personenkraftwagen auf öffentliche Verkehrsmittel zwingend vorgesehen. Kurswagen dienen im Bahnverkehr dazu, Umsteigen einzusparen, indem bestimmte Waggons für einen anderen Laufweg als der übrige Zug vorgesehen sind.

## Verbesserungen von Umsteigevorgängen

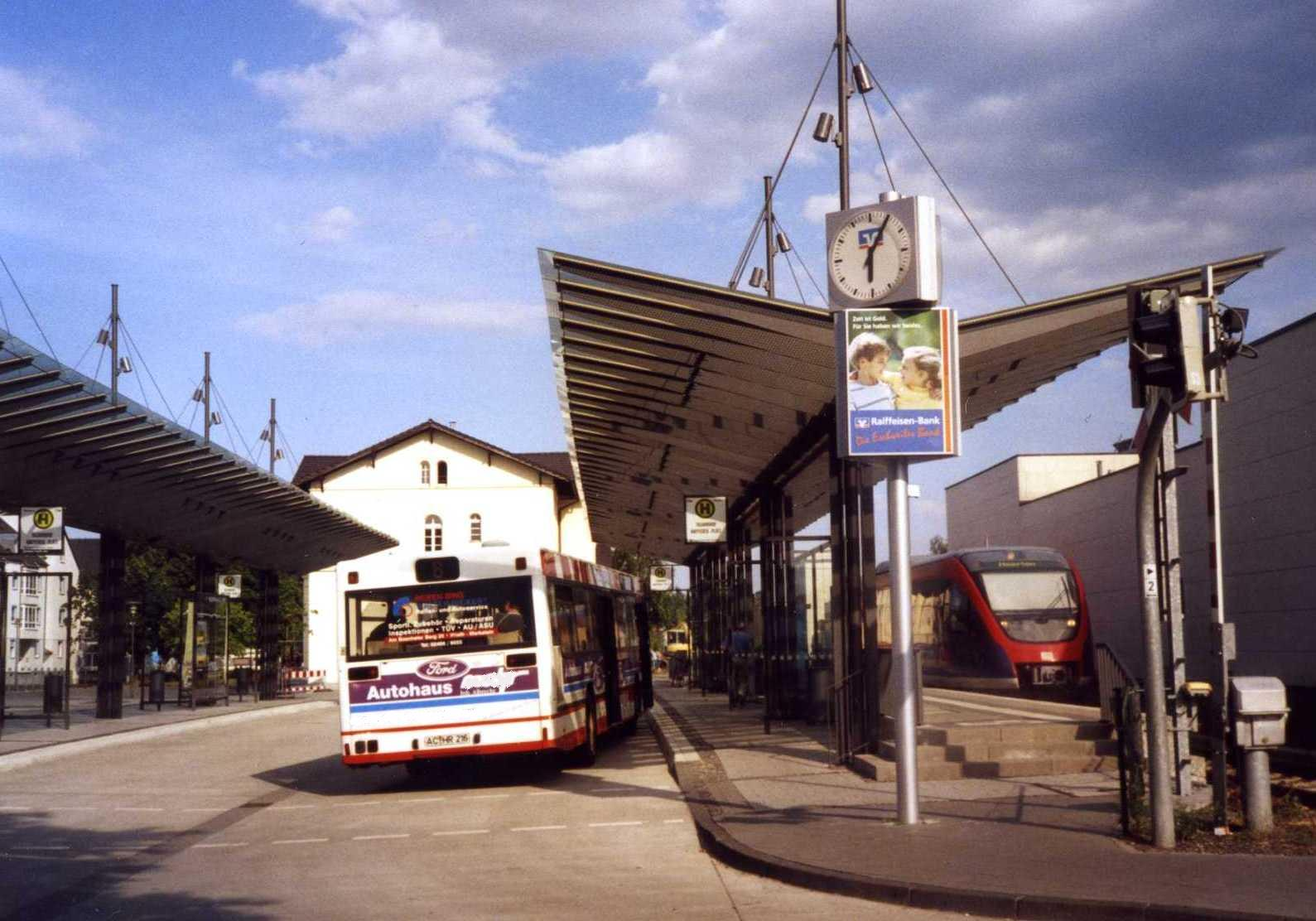
Kombibahnsteig in Eschweiler

Die Verkehrsunternehmen versuchen, generell das Umsteigen zu erleichtern. Dies geschieht durch im Fahrplan eingearbeitete Umsteige- und Wartezeiten. Teilweise gibt es Regelungen, wie lange auf ein (verspätetes) Verkehrsmittel gewartet wird. Durch spezielle Umsteigeanlagen wird versucht, die Wege zwischen den Verkehrsmitteln kurz zu halten und behindertengerecht zu gestalten. Ein Taktfahrplan erlaubt für Anschlussverbindungen regelmäßig gleich lange Umsteigezeiten (auch Anschluss- oder Übergangszeit genannt), wenn Taktfrequenz und Symmetrieminute für die jeweiligen Linien gleich oder zumindest zueinander kompatibel sind. Bei einem (idealen) integralen Taktfahrplan mit einer einheitlichen Symmetrieminute für alle beteiligten Linien sind die Anschlusszeiten für den Hin- und Rückweg einer Reise unabhängig vom Reiseweg stets gleich lang. Halten zwei oder mehrere Züge gleichzeitig in einem Bahnhof und bieten dabei eine wechselseitige Umstiegsmöglichkeit, so spricht man von einem Korrespondenzanschluss. Im Idealfall erfolgt dies am Gleis gegenüber oder auf dem gleichen Gleis hintereinander, das heißt in beiden Fällen bahnsteiggleich.
Kurswagen, die nach 1991 im europäischen Eisenbahnverkehr seltener wurden, werden mittlerweile kaum noch eingesetzt, da in den Taktfahrplänen in der Regel nicht ausreichend Zeit für die bei Umstellung von Kurswagen erforderlichen Rangierfahrten zur Verfügung steht. Hinzu kommen die Kosten, die durch die Vorhaltung der benötigten Rangierlokomotiven entstehen. Einer der wenigen in Deutschland noch zu findenden Anwendungsfälle sind die Kurswagen nach Dagebüll, die in Niebüll aus den Fernzügen der Marschbahn auf die Züge der Bahnstrecke Niebüll–Dagebüll umgestellt werden und dem Zubringerverkehr zu den Fährverbindungen zu den Inseln Föhr und Amrum dienen.

## Anpassungen in der Verkehrsinfrastruktur

### Direktanschluss
Bei der Eisenbahn wird versucht, Bahnhöfe so zu gestalten, dass Züge mit einer großen Anzahl umsteigender Reisender am gleichen Bahnsteig halten können. Ein Umstieg ohne nennenswerten Zeitverlust am gleichen Bahnsteig (gegenüber) wird Direktanschluss genannt. Auf Busbahnhöfen gibt es häufig große Verkehrsinseln, an denen sich mehrere Busse treffen und so ein Umsteigen untereinander ermöglichen.

### Kombibahnsteig
An Kombibahnsteigen kann ein Wechsel zwischen verschiedenen Verkehrsmitteln erfolgen (z. B. Straßenbahn / Bus).

### Über-Eck-Anschluss
Als Über-Eck-Anschluss bezeichnet man Umstiege zwischen zwei Linien in entgegengesetzten Richtungen. In auf ein Zentrum ausgerichteten Netzen wie etwa dem französischen Hochgeschwindigkeitsnetz oder einem Stadtverkehrsnetz mit Durchmesserlinien ist es häufig nötig, bis ins Zentrum zu fahren, um dort in eine Linie umzusteigen, welche zurück verkehrt. Dies bedeutet dann Umwege, die durch Tangentiallinien zwischen den Orten der Außenbezirke vermieden werden können.

### Sterntreffen
Sterntreffen sind eine Besonderheit des Über-Eck-Anschlusses, bei dem sich mehrere Durchmesserlinien zu einem gleichen Zeitpunkt treffen, das Umsteigen ermöglichen und nach diesem wieder in ihre jeweilige Richtung weiterfahren. Diese Besonderheit ist integraler Bestandteil des Fahrplans der Schweizerischen Bundesbahnen seit 1982.
In Deutschland wird dieses Konzept im Nachtverkehr u. a. bei den sogenannten „Nachttreffen“ der Dresdner Verkehrsbetriebe am Dresdner Postplatz (ununterbrochen seit den 1950er Jahren) praktiziert. In Chemnitz treffen sich Busse und Straßenbahnen der CVAG zum  „Rendezvous“-Anschluss. Das wird bei nahezu allen Nachtbussystemen praktiziert, um komprimierte Anschlüsse zu bieten.

## Wirtschaftliche Aspekte
Das Umsteigen von Passagieren ist mit einem zusätzlichen Zeitaufwand verbunden, der die Fahrzeit im Vergleich zu einer gedachten Direktverbindung erhöht. Dies wirkt sich insbesondere bei Pendlern aus, die ihren Arbeitsort oder bei der Rückreise ihren Wohnort nur durch Umsteigen erreichen können. Das Transportrisiko beim Umsteigen besteht darin, dass die Umsteigeverbindungen in Fahrplänen nicht koordiniert sind oder bei einer vorhandenen Koordinierung eine Verspätung eines der Transportmittel eintritt.
Es gibt bei der Deutschen Bahn Anschlusszüge (englisch connecting train), deren Fahrplan auf bestimmte, am selben Bahnhof ankommende Züge abgestimmt ist und das Umsteigen ermöglicht. Kommt es zu Verspätungen, entscheidet der Disponent, ob ein Anschlusszug wartet oder nicht. Denn die Verspätung des ankommenden Zuges wirkt sich als Dominoeffekt auf den Anschlusszug aus. In der Luftfahrt gibt es die hiermit vergleichbaren Anschlussflüge (englisch connecting flight), die nach einer Zwischenlandung eine Weiterbeförderung zum Flugziel ermöglichen.
Mit dem Umsteigen kann ein neuer Beförderungsvertrag verbunden sein, so dass ein weiteres Beförderungsentgelt fällig wird. Im öffentlichen Personennahverkehr sehen die Beförderungsbedingungen dagegen oft vor, dass ein Umsteigen unter bestimmten Bedingungen kostenlos ist. Ein einheitlicher Beförderungsvertrag liegt vor, wenn ein Fahrgast mit der Deutschen Bahn eine Bahnreise von Köln nach Lausanne (mit Umsteigen in Basel oder Bern auf den Verkehrsträger SBB) abschließt. Vertragspartner ist die Deutsche Bahn AG, mit der er einen einheitlichen (grenzüberschreitenden) Beförderungsvertrag abschließt. Das Umsteigen ist hier Vertragsbestandteil.
Der Umsteigebahnhof ist im Schienenpersonenverkehr ein Bahnhof, der das Umsteigen im öffentlichen Personenverkehr ermöglicht. Der Begriff findet insbesondere in Netzen von U- und S-Bahnen Verwendung, bei Straßenbahnen spricht man von „Umsteigehaltestellen“. Umgangssprachlich werden auch Eisenbahnstationen so genannt, wie zum Beispiel „Der Bahnhof Münchberg ist der Umsteigebahnhof nach Helmbrechts“.

## Verkehrsstatistik
In der Verkehrsstatistik wird zwischen Umsteigern und Übersteigern unterschieden. Erstere steigen zwischen zwei Transportmitteln des gleichen Verkehrsunternehmens um, letztgenannte machen dies zwischen zwei Transportmitteln verschiedener Unternehmen. Diese Unterscheidung hat Bedeutung bei unternehmensübergreifenden Fahrkarten in Tarifgemeinschaften und Verkehrsverbünden.

## Abgrenzung
Die Fortsetzung einer Fahrt mit einem Fahrzeug derselben Linie (mit gleichem Fahrweg und Ziel) zu einem späteren Zeitpunkt ist hingegen eine bloße Fahrtunterbrechung. Einige Verkehrsunternehmen beschränken bei Einzelfahrkarten Fahrtunterbrechungen in ihren Tarifbestimmungen. Es kann beispielsweise die Gültigkeit der Fahrkarte zum Umsteigen auf das nächstmögliche Anschlussfahrzeug verpflichten (keine vorgegebene Geltungsdauer der Fahrausweise, stattdessen ein Ausschluss von Fahrtunterbrechungen).

## Börse
Umsteigen liegt im Börsenjargon vor, wenn ein Anleger seine Geldanlage frühzeitig wechselt, indem er beispielsweise bestimmte Aktien verkauft und vom Veräußerungserlös andere Aktien mit wahrscheinlich besseren Gewinnchancen erwirbt.